# 1874 w literaturze
Wydarzenia literackie w 1874 roku.

## Wydarzenia
- Józef Szujski ogłosił odkrycie średniowiecznego utworu wierszowanego, którego zatytułował Satyra na leniwych chłopów.

## Nowe książki
- polskie

- zagraniczne
  - Jules Amédée Barbey d’Aurevilly – Diable sprawy (Les Diaboliques)
  - Juliusz Verne – Tajemnicza wyspa (L'île mystérieuse)

## Urodzili się
- 1 stycznia – Hugo von Hofmannsthal, austriacki pisarz (zm. 1929)
- 25 stycznia – William Somerset Maugham, brytyjski pisarz i dramaturg (zm. 1965)
- 3 lutego – Gertrude Stein, amerykańska powieściopisarka i poetka żydowskiego pochodzenia (zm. 1946)
- 9 lutego  – Amy Lowell, amerykańska poetka (zm. 1925)
- 11 lutego – Elsa Beskow, szwedzka pisarka i ilustratorka książek dla dzieci (zm. 1953)
- 18 marca – Bertha Eckstein-Diener, austriacka pisarka, dziennikarka, feministka i intelektualistka (zm. 1948)
- 26 marca – Robert Frost, amerykański poeta (zm. 1963)
- 18 kwietnia – Ivana Brlić-Mažuranić, chorwacka poetka, dziennikarka i eseistka (zm. 1938)
- 28 kwietnia – Karl Kraus, austriacki dramaturg, poeta, pisarz, aforysta, publicysta (zm. 1936)
- 29 maja – G.K. Chesterton, angielski pisarz (zm. 1936)
- 13 czerwca – Leopoldo Lugones, argentyński poeta i krytyk literacki (zm. 1938)
- 14 lipca – Jerzy Żuławski, polski pisarz (zm. 1915)
- 28 lipca – Alice Duer Miller, amerykańska prozaiczka, poetka i dramatopisarka (zm. 1942)
- 2 sierpnia – Antoni Kucharczyk, polski poeta ludowy (zm. 1944)
- 6 sierpnia – Charles Fort, amerykański pisarz i badacz zjawisk paranormalnych (zm. 1932)
- 26 sierpnia – Zona Gale, amerykańska prozaiczka i dramatopisarka (zm. 1938)
- 29 sierpnia
  - Karel Hlaváček, czeski poeta (zm. 1898)
  - Manuel Machado, hiszpański poeta, przedstawiciel Generación 98 (zm. 1947)
- 9 października – Nikołaj Roerich, rosyjski pisarz i poeta, malarz, myśliciel, podróżnik, badacz dawnych kultur (zm. 1947)
- 30 listopada
  - Winston Churchill, brytyjski polityk, pisarz, historyk, laureat literackiej Nagrody Nobla (zm. 1965)
  - Lucy Maud Montgomery, kanadyjska pisarka (zm. 1942)
- 21 grudnia – Tadeusz Boy-Żeleński, polski pisarz (zm. 1941)
- 30 grudnia – Janko Jesenský, słowacki poeta, prozaik i tłumacz (zm. 1945)

## Zmarli
- 8 lutego – David Friedrich Strauß, niemiecki pisarz, filozof i teolog (ur. 1808)
- 9 lutego – Jules Michelet, francuski historyk, pisarz i filozof (ur. 1798)
- 19 czerwca – Jules Janin, francuski pisarz i krytyk literacki (ur. 1804)
- 8 lipca – Agnes Strickland, brytyjska pisarka historyczna i poetka (ur. 1796)
- 12 lipca – Fritz Reuter, niemiecki pisarz (ur. 1810)
- 5 października – Bryan Procter, brytyjski poeta (ur. 1787)